# Francis VerSnyder
Francis Louis VerSnyder (* 27. Mai 1925 in Utica (New York); † 28. November 1989) war ein US-amerikanischer Ingenieur und Metallurge. Er ist bekannt für die Entwicklung von DS-Turbinenschaufeln (Directional Solidification) und von Einkristall-Turbinenschaufeln für Düsenstrahlturbinen. Er war Ingenieur bei Pratt & Whitney (später zur United Technologies Corporation gehörig).
VerSnyder wuchs in Watertown (City, New York) auf und ging dort zur Schule. 1943 bis 1945 war er Soldat der 54. Infanteriedivision in Europa und erhielt hohe Auszeichnungen, unter anderem den Purple Heart mit Eichenlaub. Danach studierte er mit einem G.I. Bill Metallurgie an der University of Notre Dame und ging nach dem Bachelor-Abschluss 1950 zur Abteilung Flugzeugtriebwerke von General Electric in Lynn (Massachusetts). 1955 bis 1961 war er im Hauptforschungslabor von General Electric in Schenectady. Danach wechselte er zu Pratt & Whitney und wurde Leiter einer Arbeitsgruppe, die in einem langfristig angelegten Programm neue Legierungen für die Turbinenschaufeln in den Düsenstrahlturbinen suchen sollte (die hitzebeständige Legierung benutzte Nickel). Beim Erkalten des gegossenen Metalls bilden sich kleine Kristallkörner und Schwachstellen der Turbinenschaufeln sind Korngrenzen, die quer von einer Seite der Turbinenschaufel zur anderen verlaufen. Ziel der Arbeitsgruppe war es zunächst, die Korngrenzen in Längsrichtung der Turbinenschaufeln wachsen zu lassen, was man durch Erwärmen der Ränder außer an der Turbinenschaufelspitze erreichen wollte (Directional Solidified Blades, DS). 
Die Technik wurde zuerst im F 111 Kampfflugzeug angewandt, dann ab den 1970er Jahren auch in anderen Pratt & Whitney Düsenstrahltriebwerken (Boeing 747, DC 10, F 15, F 16). DS-Turbinenschaufeln wurden in der Folge auch bei den konkurrierenden Triebwerksherstellern General Electric und Rolls-Royce verwendet.
Schließlich fand einer seiner Team-Mitglieder, Steven Copley, dass durch Verwendung einer Spiral-Gussform (pig tail, Schweineschwanz genannt wegen ihrer Form) die lang gesuchten Einkristall-Turbinenschaufeln herstellbar waren (ohne Korngrenzen im Innern). Ihre Erfindung revolutionierte den Flugzeugbau. Die Turbinen konnten nun bei 35 bis 65 Grad Celsius höheren Temperaturen operieren. Gleichzeitig wurde eine den geänderten Operationsbedingungen angepasste neue Legierung entwickelt (mit 10 % Chrom, 5 % Cobalt, 4 % Wolfram, 1,5 % Titan, 5 % Aluminium, 12 % Tantal). Ende der 1970er Jahre ersetzten Einkristall-Turbinenschaufeln die DS-Technik bei der 747 und andere Passagierflugzeuge wie der Airbus A 310 folgten.
Zuletzt war er stellvertretender Direktor der Forschung in Materialwissenschaften bei United Technologies.
1954 erhielt er die Henry Marion Howe Medal der ASM für Forschung zur Mikrostruktur von Hochtemperaturlegierungen. 1965 erhielt er die George Meade Medal von United Technologies, 1973 den Clamer Award des Franklin Institute und 1975 den ASM Engineering Achievement Award.
1972 erhielt er den Dickson Prize in Science. 1986 erhielt er die National Medal of Technology and Innovation. 1981 wurde er Mitglied der National Academy of Engineering.